# Lee (marca)
Lee es una marca de ropa vaquera fundada en Salina, Kansas (Estados Unidos) en 1889. El propietario actual es VF Corporation.
Henry David Lee fundó la empresa "H.D Lee mercantile Company" en Kansas en 1889. Debido a la mala calidad de las telas importadas, utilizó algodón de los Estados Unidos. En 1911 fabricaron los primeros overols Lee con tela de ropa vaquera.